# Raffaele Illiano
Raffaele Illiano (Napels, 11 februari 1977) is een voormalig Italiaans wielrenner. Hij was professioneel wielrenner tussen 2002 en 2010. Zijn eerste jaren reed hij bij de Selle-Italiaploeg. Met ingang van 2007 is hij echter overgestapt naar het Ceramica Flaminiateam waarna hij zijn loopbaan afsloot bij het Poolse team Aktio Group Mostostal Pulawy.

## Belangrijkste overwinningen
2003
- Giro del Lago Maggiore "GP Knorr"
- Proloog en etappe Tour du Sénégal

2004
- GP Bradlo
- Proloog + 2 etappes Tour du Sénégal

2008
- 2e etappe Tirreno-Adriatico

## Resultaten in voornaamste wedstrijden
| Jaar | Ronde van Italië | Ronde van Frankrijk | Ronde van Spanje |
| ---- | ---------------- | ------------------- | ---------------- |
| 2003 | 66e              |                     |                  |
| 2004 | 35e              |                     |                  |
| 2005 | 86e              |                     |                  |
| 2006 | 61e              |                     |                  |
| 2008 | 103e             |                     |                  |

| Jaar | Milaan-San Remo |
| ---- | --------------- |
| 2003 |                 |
| 2004 |                 |
| 2005 |                 |
| 2006 |                 |
| 2008 | 13e             |